# David Trezeguet
David Trézéguet (Rouen, 1977. október 15. –) világbajnok francia labdarúgó.

## Pályafutása

### Klubcsapatban
Trézéguet Argentínában nevelkedett, 1994-ben bemutatkozott a Platense csapat színeiben. Ezután Franciaországba szerződött az AS Monaco csapatába. Itt 4 évet töltött el, 2000-től viszont az olasz elsőosztályú Juventusban szerepelt. 2006. szeptember 16-án a Vicenza ellen lépett pályára 125. alkalommal, s ezen a mérkőzésen szerezte meg 128. találatát. Ezzel ő lett az ötödik legeredményesebb játékos a Juventus történetében. A listavezető az argentin Omar Sívori 161 góllal.
1997-ben Trézéguet szerezte a leggyorsabb gólt a Bajnokok Ligája történetében, a francia akkor a Manchester United ellen volt eredményes 97,76 másodperc alatt. A Bajnokok Ligája történetében ő szerezte a 3000. gólt az Olimbiakósz (angol átírással: Olympiakos Piraeus) ellen 2004-ben. A 2003-as Bajnokok Ligája döntőben Trézéguet egyike volt azoknak, akik büntetőt hibáztak Dida ellen.
Trézéguet a 2006–07-es szezonban az utolsó gólját a Spezia ellen szerezte, akkor a Juventus a másodosztályban szerepelt. A klubhoz új elnök érkezett, aki nem bízott a franciában. Azonban 2007. június 25-én bejelentették, hogy Trézéguet 2011-ig meghosszabbította szerződését a csapatnál. A 2007–08-as szezonban csapattársa, Alessandro Del Piero lett a gólkirály, Trézéguet második lett 20 góllal a listán.
A 2008–09-es szezonban Trézéguet ágyéksérülést szenvedett, február 4-én ugyan visszatért a pályára a Napoli ellen, gólt is szerzett a Palermo ellen, de ezután többnyire csereként állt be, vagy nem is lépett pályára.
2010-ben a La Liga egyik újoncához, a Hérculeshez igazolt. Ő jól játszott ugyan, de csapata a szezon végén kiesett, így az Arab Emírségekbe, a Bani Jasz csapatához igazolt rövid időre.
Gyermekkorában River Plate szurkoló volt, 2011-ben alátámasztva ezt az argentin csapathoz szerződött, majd visszavonulása előtt megfordult még a szintén argentin Newell’s Old Boys és az indiai szuperligában szereplő Pune City csapataiban is.

### A válogatottban
Trézéguet az 1997-es fiatalok világbajnokságán mutatkozott be. Csapattársai voltak Thierry Henry, Willy Sagnol és William Gallas is. Az 1998-as világbajnokságon kint voltak a kerettel, ekkor a kapitány bízott a nem francia származású játékosokban is, meg akarta nézni tehetségüket. A 2000-es Európa bajnokságot is ők nyerték, ekkor Trézéguet szerezte az aranygólt Olaszország ellen.
A válogatott a 2006-os világbajnokságra is kijutott, a franciák egészen a döntőig meneteltek, a rendes játékidőben az eredmény 1-1 lett, következtek a tizenegyesek. Trézéguet-en múlott mindaz, hogy a franciák megnyerik-e a világbajnokságot. A csatár azonban hibázott, a lécet találta el, így a világbajnokságot Olaszország nyerte.
2007-ben Raymond Domenech szövetségi kapitány nem hívta meg az Európa-bajnokságra, helyette Karim Benzema vett részt a tornán.
2008. július 9-én Trézéguet bejelentette visszavonulását a válogatottságtól.

## Sikerei, díjai

### Klub
AS Monaco
- Francia bajnok (2): 1996–97, 1999–00
- Francia szuperkupa-győztes (1): 1997

Juventus
- Olasz bajnok (2): 2001–02, 2002–03
- Olasz bajnokság (másodosztály) (1): 2006–07
- Olasz labdarúgó-szuperkupa-győztes (2): 2002, 2003
- UEFA-bajnokok ligája: döntős 2002–03

River Plate
- Argentin bajnok (1): 2011–12

### Válogatott
Franciaország
- Világbajnok (1): 1998; ezüstérmes 2006
- Európa-bajnok (1): 2000

## Magánélete
Trézéguet nős, felesége Béatrice, két gyerekük van, Aaron 2000-ben, Noraan 2008-ban született.